# قطط ذوات
قطط ذوات أو قطط استقراطية (بالإنجليزية: The Aristocats)‏ الرسوم المتحركة من إخراج فولفغانغ رايثرمان، وهو أول عرض في 11 ديسمبر 1970.

## ملخص الأحداث
تتحدث القصة عن عجوز أرستقراطية توصي بثروتها إلى قططها المدللة، وهذا الخبر يغيظ خادمها الذي يقرر التخلص من القطط لينال الثروة. يلقي الخادم بالقطط عند النهر، حيث تحاول (دوقة) وأولادها الثلاث العودة إلى باريس. يلتقون مع قطط الشوارع سبعاوي (أومالي) الذي يعجب بدوقة ويقرر مساعدتها للعودة.

## النسخة العربية
تمت دبلجت الفيلم مرتين الأول كانت باللهجة المصرية والثانية بالعربية الفصحى.
العربية الفصحى:
عمل على النسخة العربية الفصحى عدد كبير من الفنانين المحترفين والفنيين ذوي الخبرة.
سلوى محمد علي - دوقة
جلال هجرسي - أومالي
يارا علاء - ماري
شهاب الدين محمود - تولوز
ناير ناجي - تولوز (الاغاني)
محمود عامر - برليوز
أيمن عبد الرحمن - إدغار
سهير البدراوي - السيدة العجوز
ناير ناجي - فأر ركفور
مؤمن البرديسي - نابليون
عهدي صادق - لافايت
جهاد أبو العينين - سكات كات
أحمد خليل (ممثل) - المحامي
أحمد صلاح
أمل عبد الله
دنيا البراء
شهيرة فؤاد
محمد حسن
محمد الشرشابي
معتز مطر
قامت بإخراج الحوار الفنانة يارا علاء وترجم الفيلم عمرو حسني وإعدت الحوار هبة عمرو وتم إخراج الغناء على يد ناير ناجي وأشعار عمرو حسني وإعداد الأغاني خالد ثروت وتمت الدبلجة في استديو مصرية ميديا.

## وصلات خارجية
- قطط ذوات على موقع IMDb (الإنجليزية)
- قطط ذوات على موقع ميتاكريتيك (الإنجليزية)
- قطط ذوات على موقع روتن توميتوز (الإنجليزية)
- قطط ذوات على موقع نتفليكس (الإنجليزية)
- قطط ذوات على موقع ميوزك برينز (الإنجليزية)
- قطط ذوات على موقع ألو سيني (الفرنسية)
- قطط ذوات على موقع Turner Classic Movies (الإنجليزية)
- قطط ذوات على موقع أول موفي (الإنجليزية)
- قطط ذوات على موقع فيلمافينيتي (الإسبانية)
- قطط ذوات على موقع قاعدة بيانات الأفلام السويدية (السويدية)

1. ↑  وصلة مرجع: http://www.filmaffinity.com/en/film892694.html. الوصول: 11 أبريل 2016.
2. 1 2 3 4 5 6 7  وصلة مرجع: http://www.bcdb.com/bcdb/cartoon.cgi?film=37. الوصول: 11 أبريل 2016.
3. 1 2 3 4 5 6 7 8 9 10  مذكور في: The Disney Films. الصفحة: 283. الناشر: مجموعة كراون للنشر. لغة العمل أو لغة الاسم: الإنجليزية. تاريخ النشر: 1984. المُؤَلِّف: ليونارد مالتين (ناقد).
4. 1 2 3 4 5 6 7 8 9 10 11 12 13 14 15 16 17 18 19 20 21 22 23 24 25 26 27 28 29 30 31 32 33 34 35 36 37  مذكور في: قطط ذوات. ينطبق على جزء: شارة. تاريخ النشر: 11 ديسمبر 1970.
5. 1 2 3 4 5 6 7 8 9 10 11 12 13 14 15 16 17 18 19 20  مذكور في: The Disney Films. الصفحة: 282. الناشر: مجموعة كراون للنشر. لغة العمل أو لغة الاسم: الإنجليزية. تاريخ النشر: 1984. المُؤَلِّف: ليونارد مالتين (ناقد).
6. ↑  وصلة مرجع: http://www.imdb.com/name/nm0257611/?ref_=tt_cl_t10. الوصول: 9 نوفمبر 2016.
7. ↑  وصلة مرجع: http://www.imdb.com/title/tt0065421/fullcredits?ref_=tt_cl_sm#cast. الوصول: 9 نوفمبر 2016.
8. ↑  "الأرقام" (بالإنجليزية). Retrieved 2022-05-20.